# 우주 실험 동물

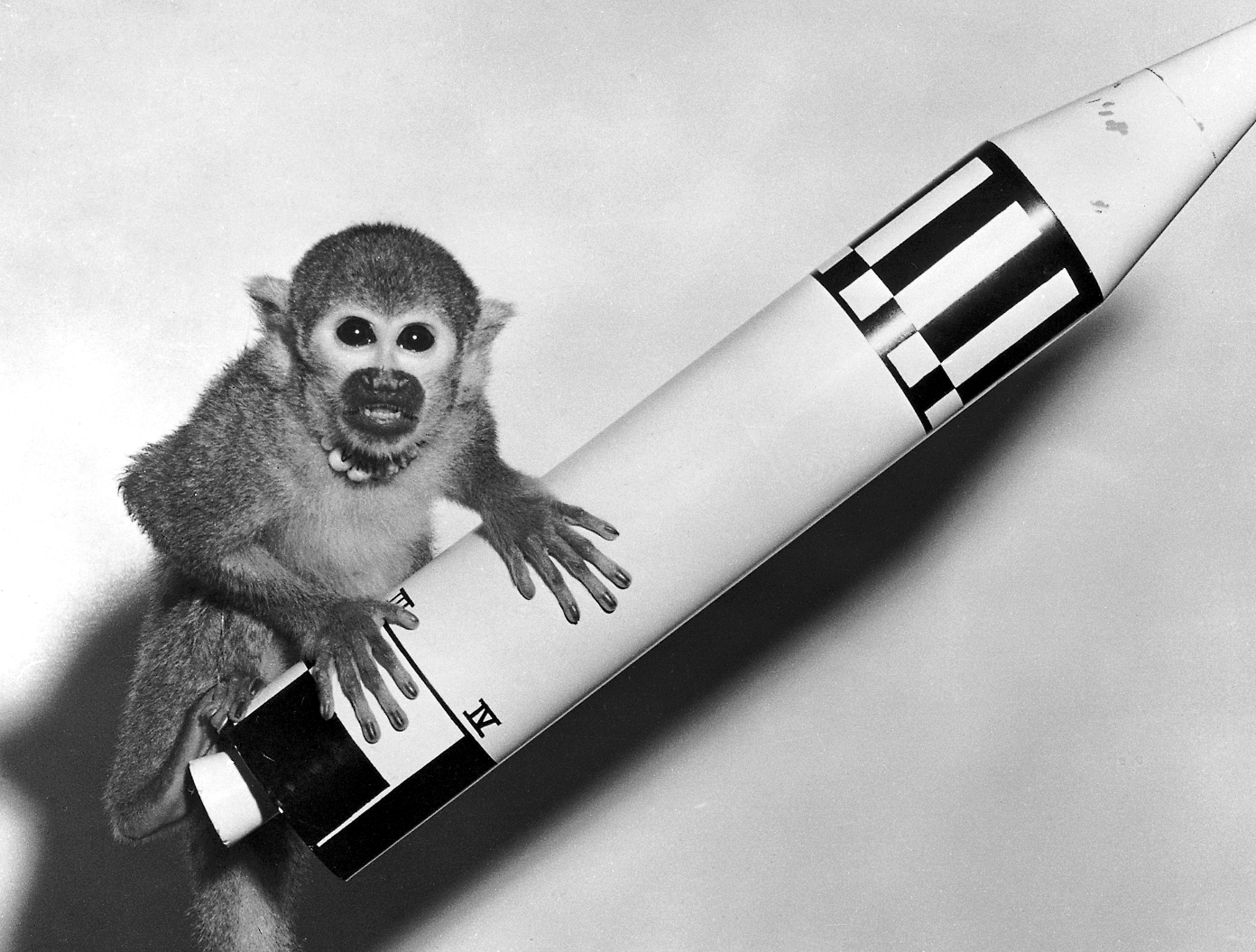

우주 실험 동물(Animals in space)은 원래 유인 우주 비행이 시도되기 전에 우주 비행의 생존 가능성을 시험하는 역할을 했다. 나중에 다양한 생물학적 과정과 미세 중력과 우주 비행이 이들에게 미칠 수 있는 영향을 조사하기 위해 많은 종이 비행했다. 생물우주학(Bioastronautics)은 우주에서의 생명체에 대한 연구와 지원을 포괄하는 생명공학 연구 분야이다. 현재까지 미국, 소련, 프랑스, 아르헨티나, 중국, 일본, 이란 등 7개 국가 우주 프로그램에서 동물을 우주로 보냈다.
원숭이와 유인원, 개, 고양이, 거북이, 생쥐, 쥐, 토끼, 물고기, 개구리, 거미, 메추리알(1990년 미르에서 부화), 곤충 등 다양한 동물이 우주로 발사되었다. 미국은 1947년에 초파리와 같은 최초의 지구인을 우주로 발사했고, 1949년과 1961년 사이에 주로 영장류를 태운 비행을 시작했으며, 1969년에 한 번, 1985년에 한 번 비행했다. 프랑스는 1967년에 두 차례의 원숭이 운반 비행을 시작했다. 소련과 러시아는 1983년에서 1996년 사이에 원숭이 비행을 수행했다. 1950년대와 1960년대 동안 소련 우주 프로그램은 준궤도 및 궤도 우주 비행을 위해 여러 마리의 개를 사용했다.
1968년 9월 존드 5호(Zond 5) 임무에서 두 마리의 거북이와 여러 종류의 식물이 달 주위를 도는 최초의 지구 거주 생물이었다. 1968년 11월 존드 6호(Zond 6) 달 둘레 임무에서 거북이가 뒤따랐고, 1969년 8월 존드 7호에서 네 마리의 거북이가 달로 날아갔다. 1972년에는 다섯 마리의 쥐(Fe, Fi, Fo, Fum, Phooey)가 마지막 달 탐사선 아폴로 17호의 아폴로 사령기계선을 타고 달 궤도를 75번이나 돌았다.

## 같이 보기
- 펠리세트
- 모델 생물
- 스페이스 독